# Black & White Publishing
B & W Publishing (Black and White Publishing) — независимый издательский дом, расположенный в Эдинбурге (Шотландия). Основан в 1999 году.

## Деятельность
За свою историю издательский дом выпустил более трёхсот наименований печатных изданий включая следующие направления:
- биографии
- спортивная литература
- общая нехудожественная литература
- художественная литература
- юмористическая литература
- детская литература

## Авторы
В разное время в B & W Publishing издавались:
- Эндрю Николл
- Фил Хэммонд[англ.]
- Маргарет Томсон Дэйвис
- Морин Рейнольдс
- Грэм Робертс[2]
- Клэр Гроган
- Гарри Бенсон
- Рег Маккей

## Сотрудники
- Кэмпбелл Браун (управляющий директор)
- Элисон Макбрайд (директор по маркетингу)
- Джон Ричардсон (выпускающий директор)
- Дженн Моллер (защита авторских прав)
- Рэйчел Как (производство и администрирование)